# USS LST-872
El USS LST-872 fue un buque de desembarco de tanques clase LST-542 de la Armada de los Estados Unidos. Puesto en gradas el 18 de noviembre de 1944 por el Jeffersonville Boat & Machinery Co., botado el 28 de diciembre del mismo año —amadrinado por Carrie I. Morris— y comisionado el 22 de enero de 1945.
Nunca entró en operaciones de combate y, el 27 de octubre de 1947, fue vendido a Northwest Merchandising Service. Poco tiempo después, el Gobierno de la Argentina compró nueve buques clase LST-542, entre los cuales estuvo el LST-872. Pasó a integrar las filas de la Armada Argentina como BDT N.º 4. En 1959, recibió el nombre de ARA Cabo San Gonzalo (Q-44); y continuó prestando servicios hasta su retiro en 1979.